# Rincón de Ademuz
El Rincón de Ademuz es una comarca castellanohablante que constituye un enclave de la Comunidad Valenciana, separado de esta por el municipio conquense de Santa Cruz de Moya al sur, y al norte por el municipio turolense de Arcos de las Salinas. Constituye una zona montañosa que se encuentra regada por el río Turia —o río Guadalaviar—, con actividad agrícola (cereal, hortalizas, forrajes), de ganadería lanar y explotaciones forestales.

## Municipios
| Municipio            | Población (2023) | Superficie | Densidad |
| -------------------- | ---------------- | ---------- | -------- |
| Ademuz               | 1004             | 100,4      | 10,37    |
| Torrebaja            | 404              | 4,7        | 87,45    |
| Castielfabib         | 297              | 106,3      | 2,98     |
| Casas Bajas          | 173              | 22,6       | 7,26     |
| Casas Altas          | 146              | 15,9       | 8,24     |
| Vallanca             | 144              | 56,6       | 2,46     |
| Puebla de San Miguel | 53               | 63,6       | 0,97     |
| Total                | 2 221            | 370,10     | 6,12     |

Asimismo, existen diez pedanías: Mas del Olmo, Sesga y Val de la Sabina (pertenecientes a Ademuz); Arroyo Cerezo, Cuesta del Rato, Los Santos, Mas de los Mudos y Mas de Jacinto (pertenecientes a Castielfabib), Negrón (perteneciente a Vallanca) y Torrealta (perteneciente a Torrebaja).
Los datos demográficos expuestos (INE, 2019), ponen en evidencia la baja densidad de población por municipios, que oscila entre 0,97 hab/km² de Puebla de San Miguel y 87,45 hab/km² de Torrebaja, y ello por causa de la pequeñez de su término. La densidad de población comarcal a la fecha reseñada es de 6,12 hab/km², habiendo descendido considerablemente en los últimos años a 7,89 hab/km² (2000): dichas cifras amenazan con hacer de la zona un “desierto demográfico”, situándola por debajo de la densidad de población de la Serranía Celtibérica y de Laponia, cuya densidad poblacional es de 7,9 hab/ km² (2011). Es por ello que la comarca del Rincón necesita de propuestas que fijen la población al territorio, y la incrementen progresivamente en el futuro, vigoricen los distintos sectores de su economía, buscando la terciarización que afecta al resto de su comunidad autónoma de pertenencia y protegiendo su extraordinario patrimonio medioambiental, histórico y cultural.
Propiamente, sin embargo, la población del Rincón de Ademuz sigue disminuyendo y envejeciendo, basta ver que la diferencia en el número de habitantes entre 2021 (2.221 hab.) y 2022 (2.189 hab.) es de -32 habitantes, de los que 27 pertenecen al municipio de Ademuz. Como escribe el Cronista, de seguir así «Solo falta que el pleno de la Mancomunidad de Municipios solicite formalmente al Consell de la Generalidad Valenciana que declare a los rinconademucenses especie protegida».

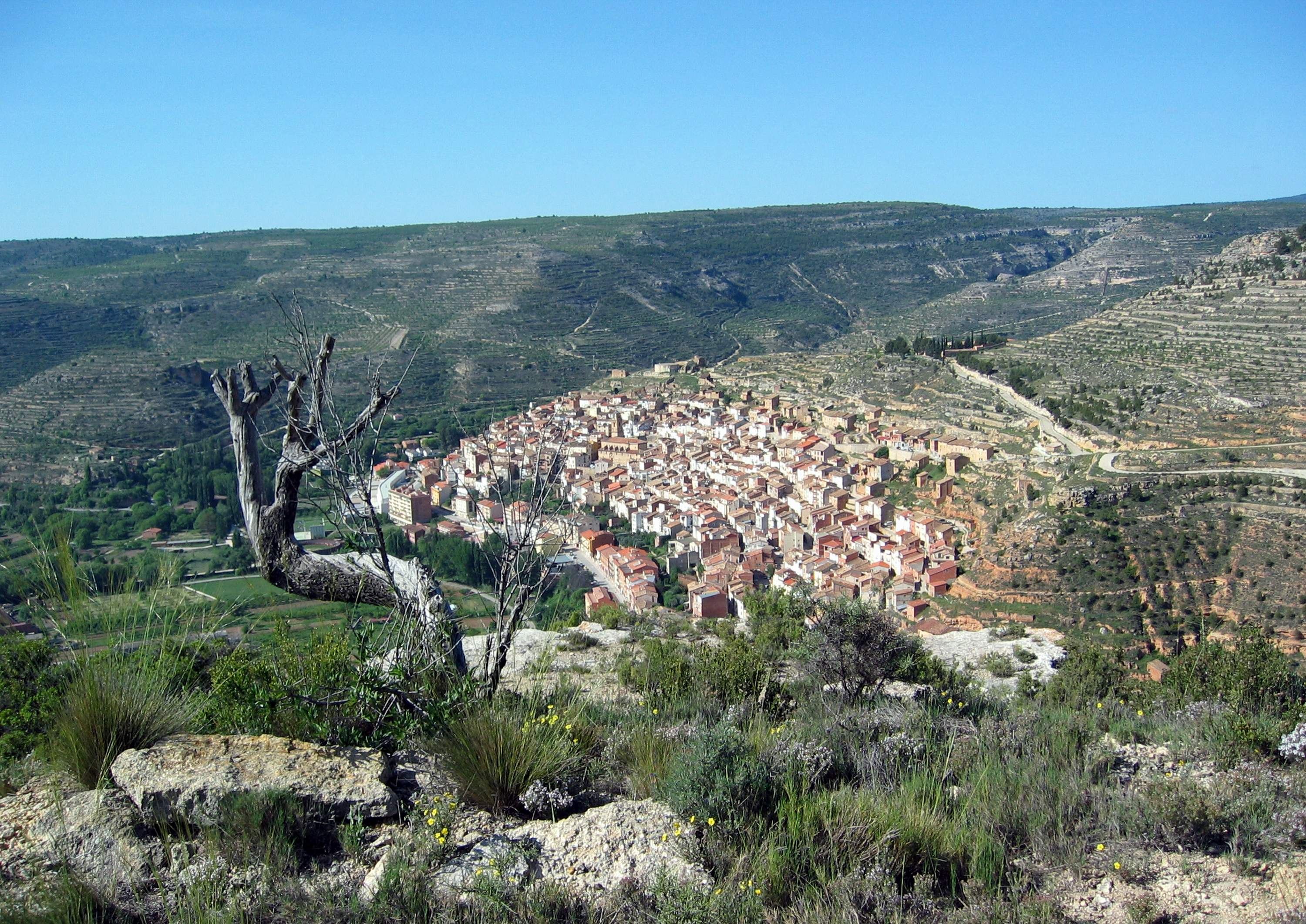
Vista general (nororiental) de Ademuz desde el Pico Castro (897 m), 2015.

## Geografía
El río Turia abre en la comarca un gran valle que forma parte de la gran fosa de Teruel. Este valle está flanqueado por la sierra de Javalambre (al este), entre los que se encuentra el Cerro Calderón (1839 m), que es el punto más alto de la Comunidad Valenciana. Por el oeste está cerrado por las últimas estribaciones meridionales de los Montes Universales, con picos como la Cruz de los Tres Reinos (1552 m). El Turia cuenta con dos afluentes en la comarca: el río Ebrón y el río Bohílgues, el primero en el término de Castielfabib y el segundo en el término de Ademuz.

### Parque natural de Puebla de San Miguel
El parque natural de Puebla de San Miguel, ubicado en el municipio homónimo está considerado como Lugar de Importancia Comunitaria (LIC), que engloba también los municipios de Casas Altas, Casas Bajas y Ademuz, y tiene declaradas seis microrreservas de flora. Dentro de sus 6390 ha de superficie se encuentran ecosistemas muy particulares, como sabinares de sabina albar, carrascales y la mayor población de tejos de la provincia de Valencia. La máxima altura se sitúa en el Alto de las Barracas que con sus 1839 metros representa la cumbre de la Comunidad Valenciana.

## Historia
Las tierras del Rincón de Ademuz fueron conquistadas por Pedro II de Aragón en 1210, que tomó los castillos musulmanes de Castielfabib y Ademuz. Por ello se trata de una de las comarcas más antiguas de la Reconquista de las que hoy pertenecen a la Comunidad Valenciana. Su hijo Jaime I el Conquistador incorporó ambas villas al patrimonio real en el ámbito del Reino de Valencia y también ambas enviaban sus síndicos a las Cortes Valencianas. Las dos villas históricas de la comarca, Castielfabib y Ademuz, concentran el patrimonio histórico-artístico más interesante del  Rincón.

## Lengua
El Rincón de Ademuz es una de las comarcas castellanohablantes del interior valenciano. Su modalidad de castellano presenta, como las de su entorno más inmediato (Teruel, Cuenca, las tierras altas de la comarca valenciana de la serranía), algunos dialectismos de filiación aragonesa, que hay que relacionar sobre todo con la proximidad geográfica y, seguramente aunque en menor medida, con la repoblación mayoritaria de la zona con aragoneses tras la conquista cristiana del siglo XIII. De ahí que la dialectología tradicional identifique con la etiqueta de castellanoaragonés las hablas del extremo meridional de Aragón y tierras aledañas. El Rincón de Ademuz se halla más distante del área valencianoparlante, a casi un centenar de kilómetros por carretera. Por consiguiente, los valencianismos léxicos son menos abundantes que en otras regiones castellanohablantes más cercanas, aunque también existen.
Confluencia lingüística en el oriente peninsular, el léxico del Rincón nos ofrece un elenco variado: muchísimos aragonesismos, algunos valencianismos de adstrato y un nutrido grupo de arcaísmos y vulgarismos o coloquialismos del castellano.

## Economía y comunicaciones

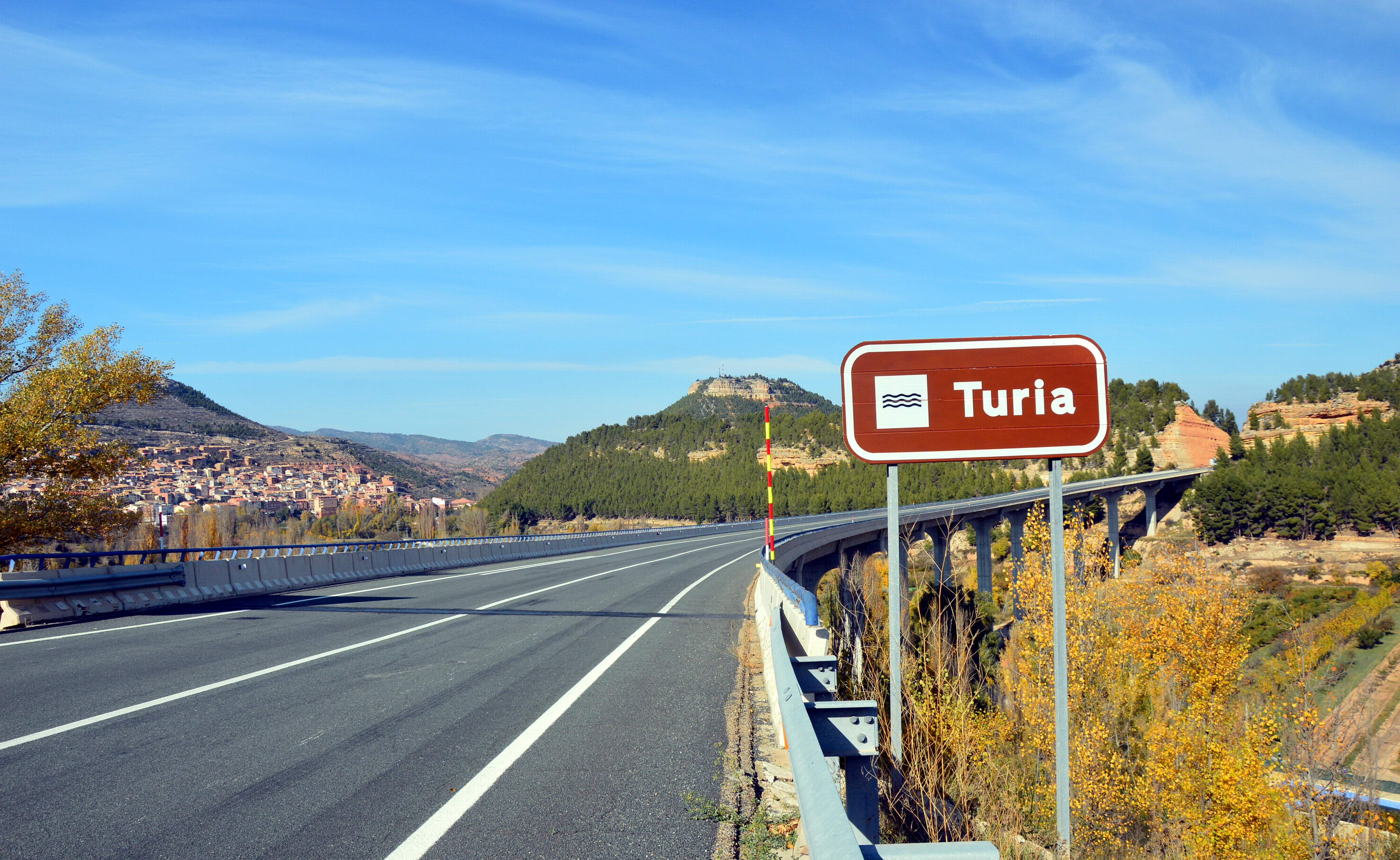
Puente sobre la vega del Turia (Ademuz), 2021.

La principal actividad de las localidades de la comarca se caracteriza por los trabajos agrícolas, el turismo rural y algunas pequeñas industrias alimentarias, fundamentalmente cárnicas y turroneras.
Anualmente tiene lugar la Fiesta de la manzana esperiega, organizada por la «Asociación Turística del Rincón de Ademuz» (ATRA), la celebración incluye actos lúdico-festivos y comerciales, en torno a la Manzana esperiega, una variedad específica de la zona, cuenta ya con diez ediciones:
- I Fiesta en Ademuz (2013), los días 6, 7 y 8 de diciembre.[7]
- II Fiesta en Ademuz (2014), los días 1 y 2 de noviembre.[8]
- III Fiesta en Castielfabib (2015), los días 15 y 16 de noviembre.[9]
- IV Fiesta en Torrebaja (2016), los días 12 y 13 de noviembre.[10]
- V Fiesta en Casas Altas (2017), los días 4 y 5 de noviembre.[11]
- VI Fiesta en Casas Bajas (2018), los días 1 al 4 de noviembre.[12]
- VII Fiesta en Ademuz (2019), los días 22, 23 y 24 de noviembre.[13]
- VIII Fiesta en Vallanca (2022), los días 25, 26 y 27 de noviembre.[14]
- IX Fiesta en Castielfabib (2023), los días 17, 18 y 19 de noviembre.[15]
- X Fiesta en Torrebaja (2024), los días 15, 16 y 17 de noviembre.

La comarca es surcada por dos carreteras nacionales, la N-420, de Córdoba a Tarragona, por Cuenca y la N-330, de Alicante a Francia, por Zaragoza que la une con Utiel y Teruel. En la segunda mitad de los años noventa del siglo XX se labró la variante de la carretera N-330 entre Manzaneruela (Landete) y Torrebaja, construyéndose grandes infraestructuras como los puentes que salvan la vega del Turia y la rambla del Val en Ademuz y en Torrebaja, asimismo sobre la vega del Turia.

## Patrimonio histórico-artístico

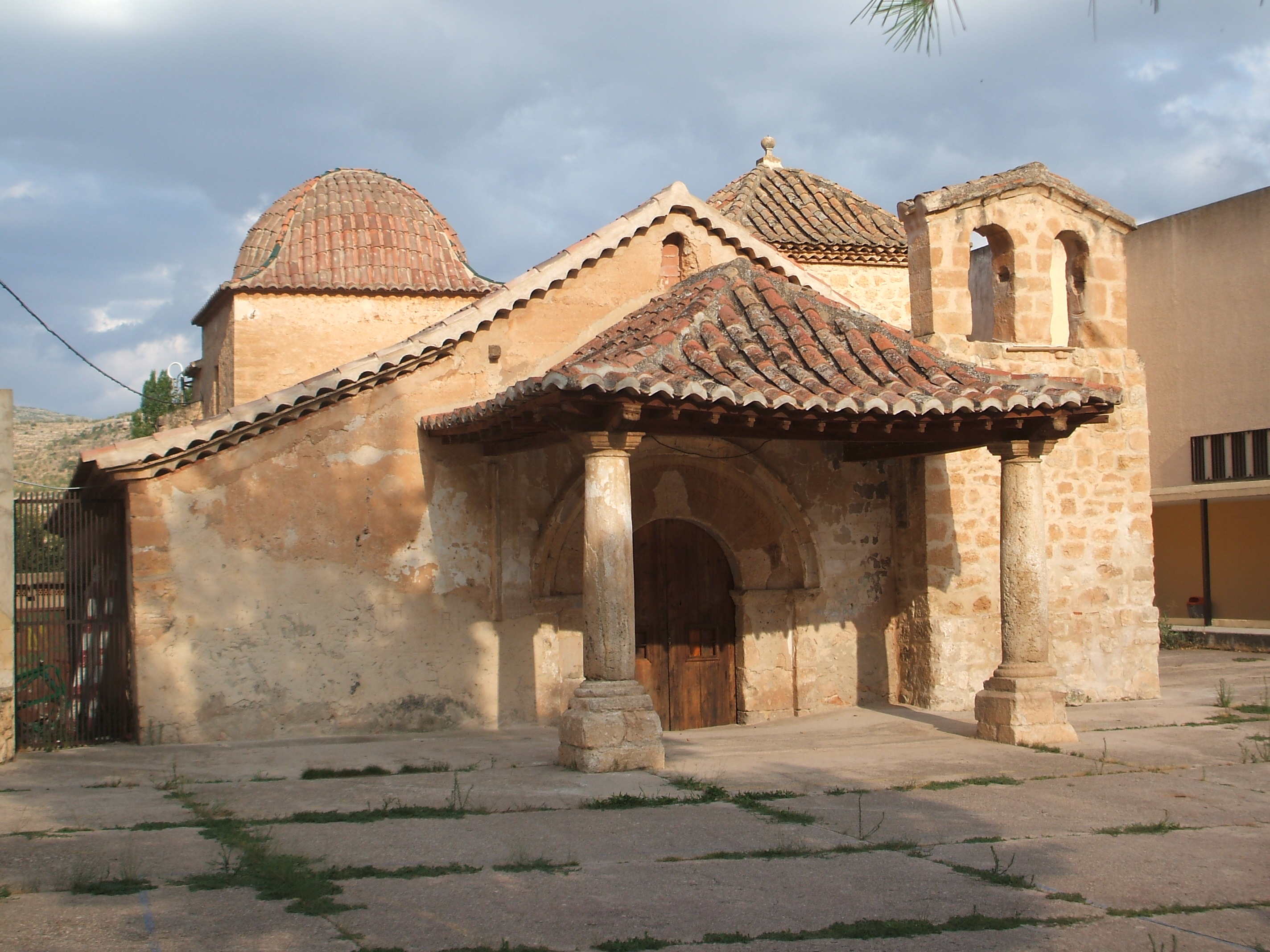
Ermita de Nuestra Señora de la Huerta.. Ademuz

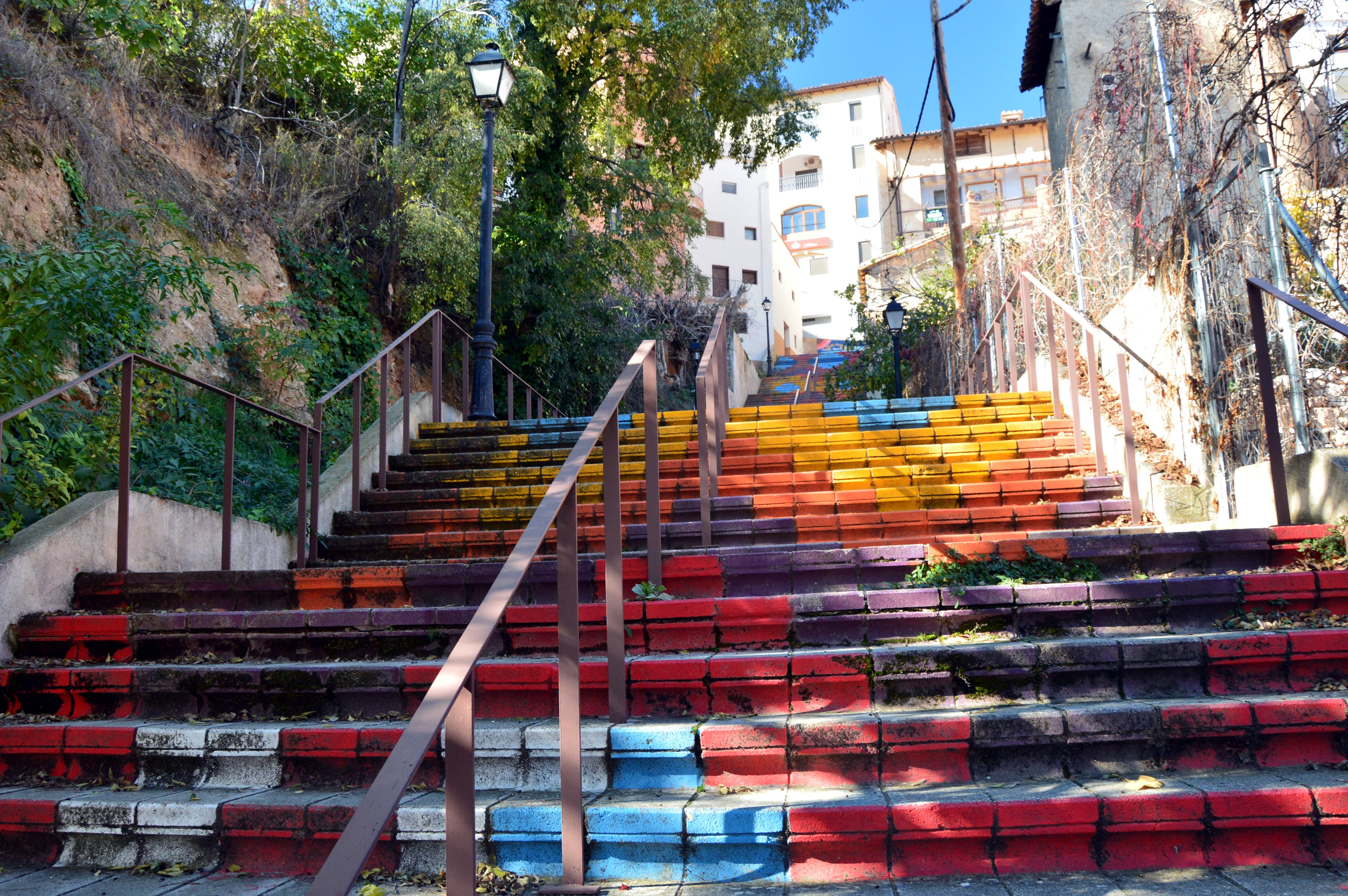
Pintura mural en escalinata de Ademuz (Valencia), 2021.

El Rincón de Ademuz cuenta con un buen número de edificios históricos entre los que destacan la iglesia-fortaleza, el castillo y recinto amurallado de la Villa de Castielfabib, la ermita de Nuestra Señora de la Huerta de Ademuz, la iglesia arciprestal de San Pedro y San Pablo de Ademuz y un largo etcétera. Su patrimonio artístico mueble también es de resaltar, aunque buena parte de él ha desaparecido.

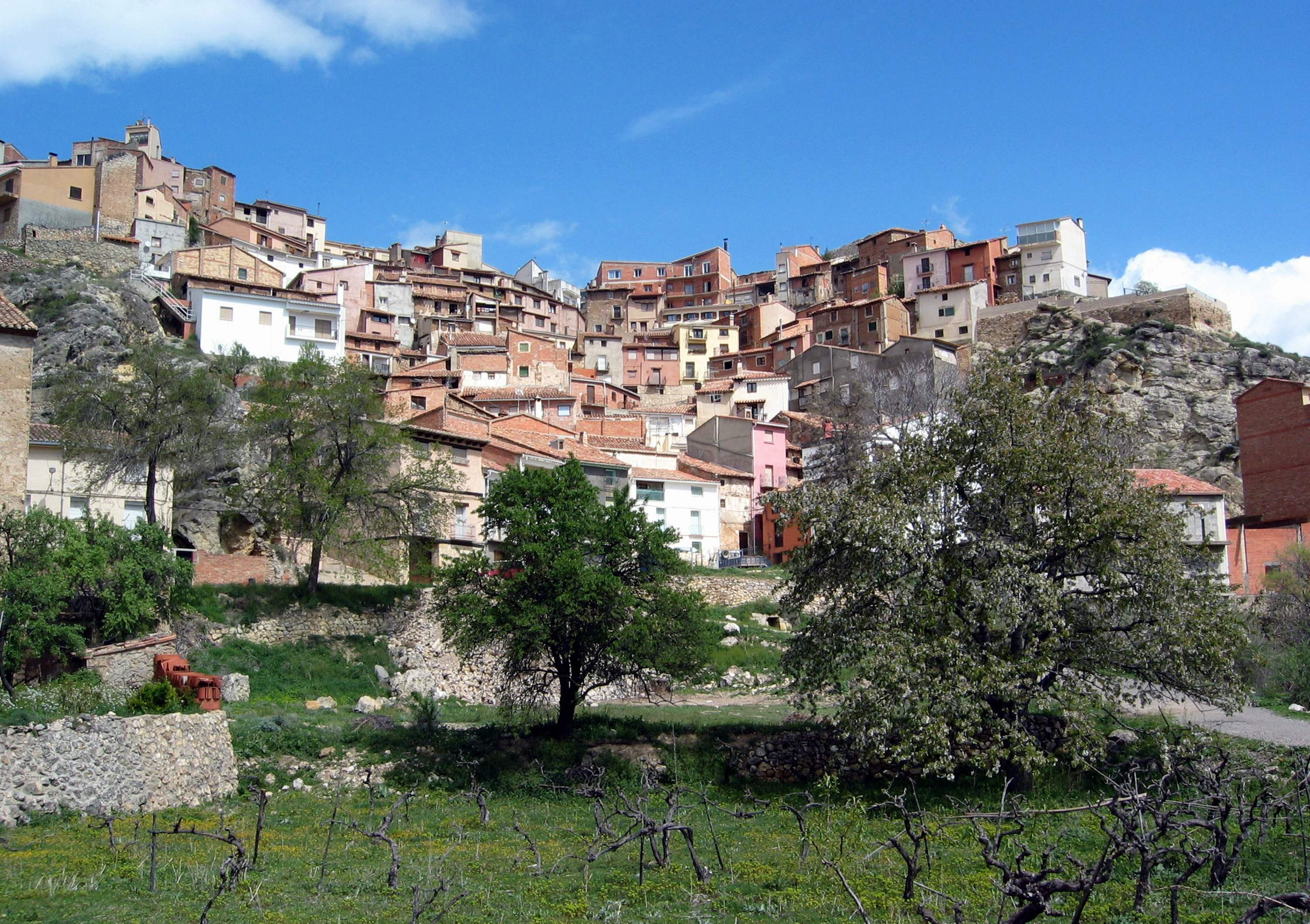
Vista de Castielfabib desde la Vega Zaragoza (2015).

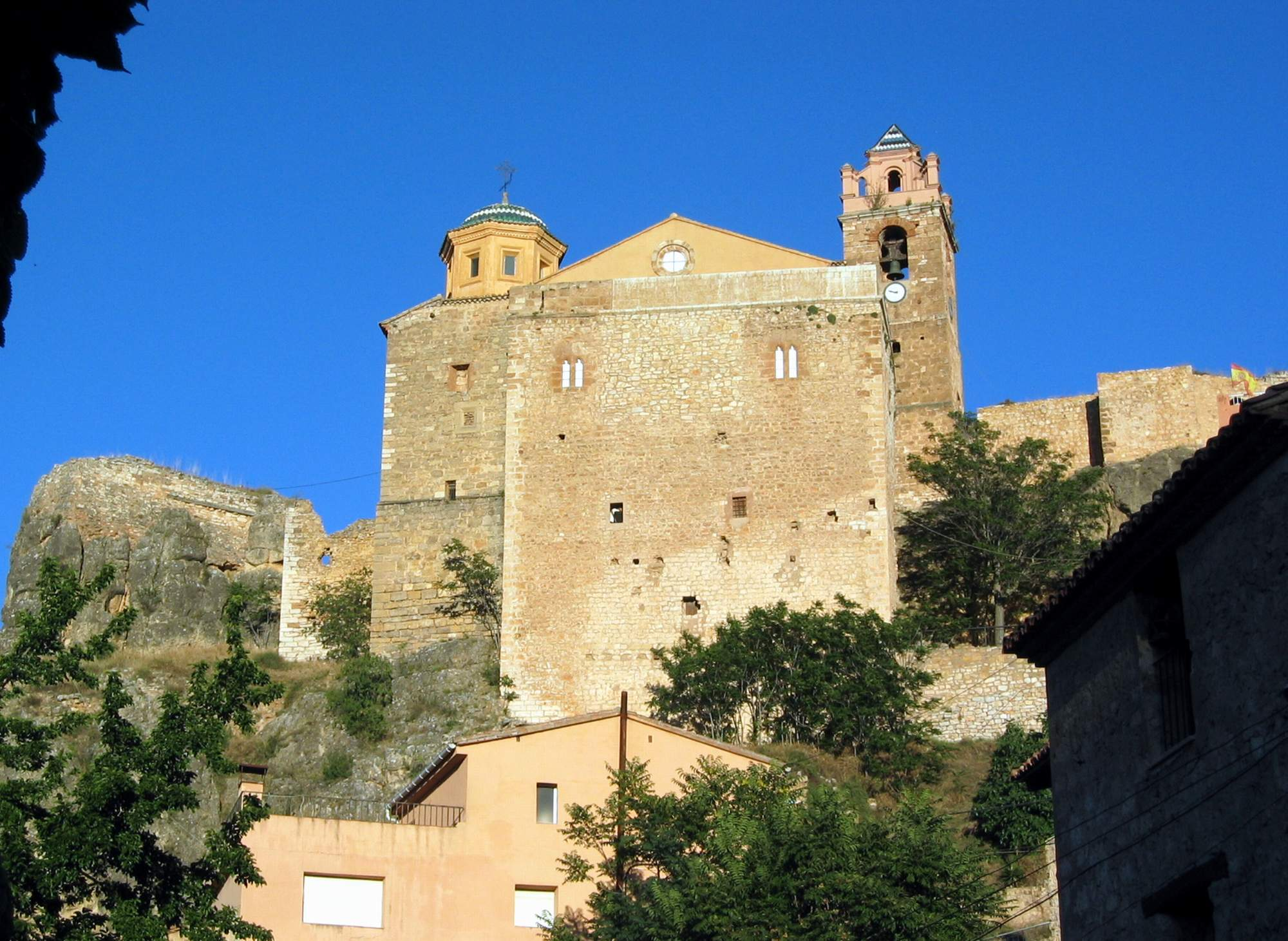
Vista frontal de la iglesia-fortaleza de Castielfabib (2013).

## Gastronomía
Entre la variada gastronomía local destacan las gachas de panizo, una comida tradicional basada en harina de maíz y/o trigo con variado acompañamiento cárnico y de pescado (bacalao, sardinas saladas de barril), frituras diversas (pimientos, tomate...) y ajoaceite.

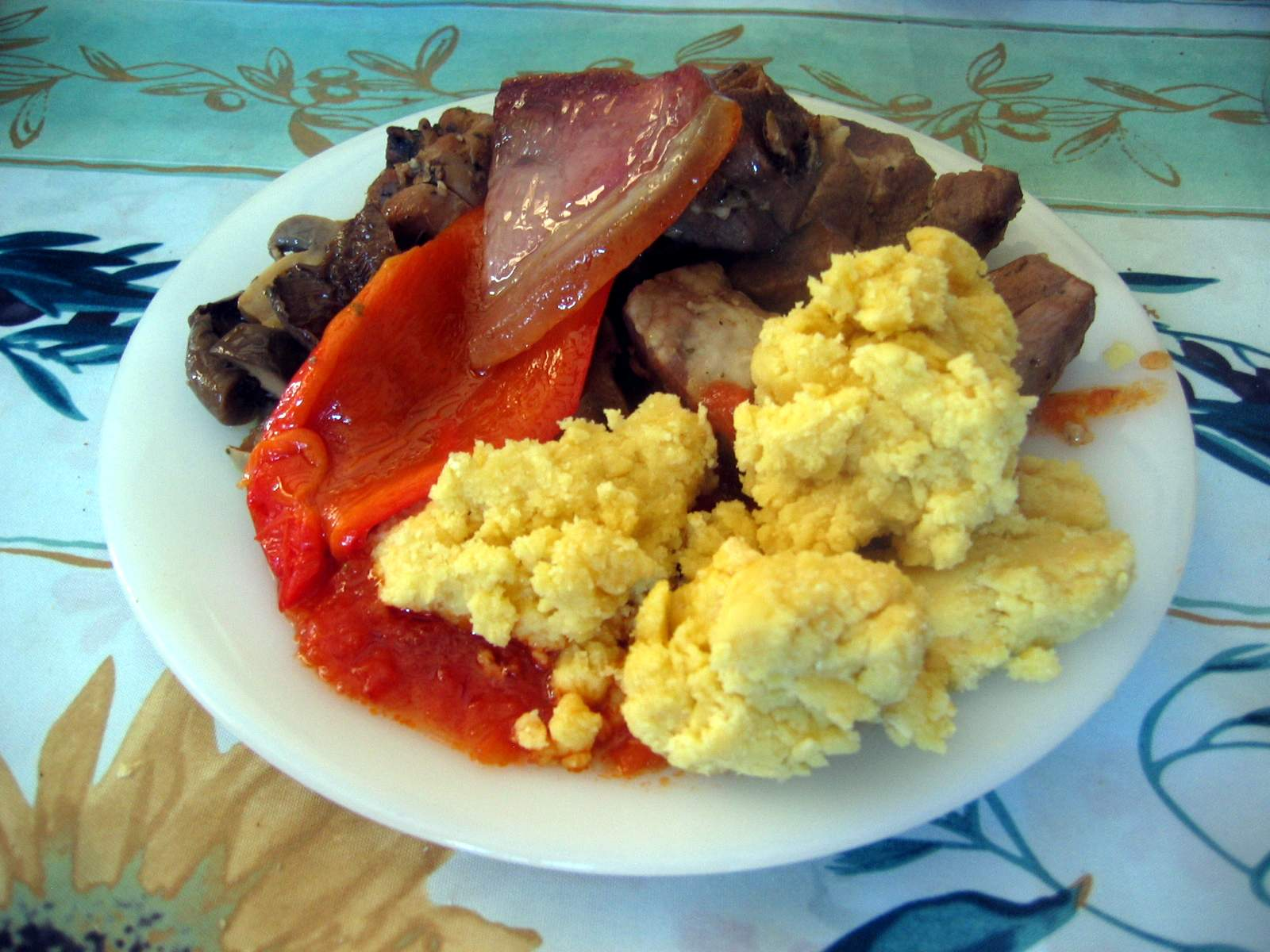
Plato de gachas de maíz con su acompañamiento tradicional (2012).

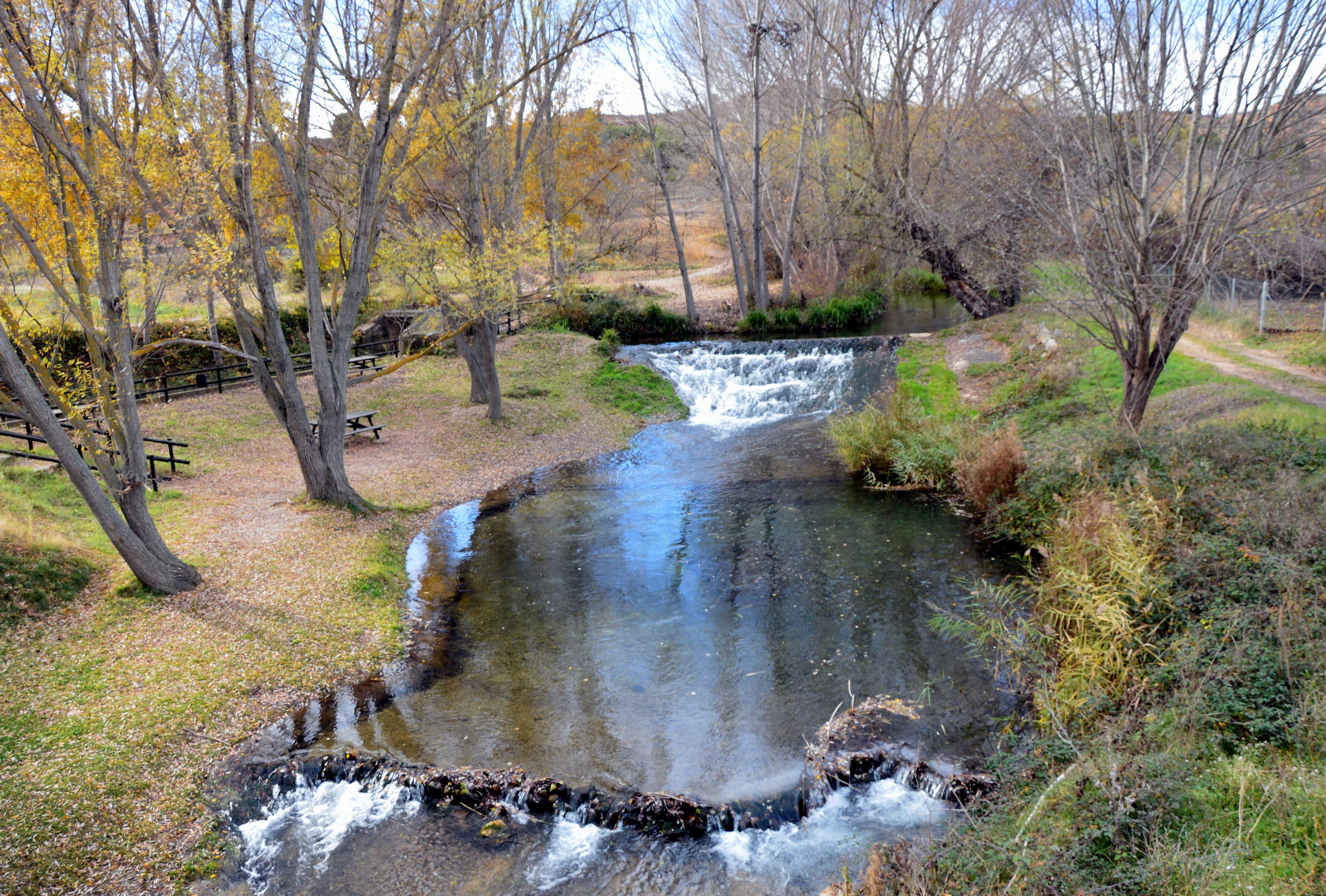
Panorámica de la Presa del Ebrón en Torrebaja (Valencia), 2021.

## Asociaciones
- Instituto Cultural y de Estudios del Rincón de Ademuz (I.C.E.R.A.). Fundado en 1992.
- Sociedad Musical de Ademuz.
- Asociación Turística del Rincón de Ademuz (A.T.R.A)
- Asociación Cultural Castielfabib. Fundada en 2011.
- Asociación para el Desarrollo Integral del Rincón de Ademuz (A.D.I.R.A.). Constituida en 1994 para impulsar iniciativas que permitan conocer la Comarca y sus recursos.

## Personas destacadas
- Jaime Ruiz de Castellblanch[22] (1596-1672), señor de Torrebaja, célebre bandolero de mediados del siglo XVII, ajusticiado en Madrid el día 14 de febrero de 1672.
- El catedrático de Retórica de la Universidad de Valencia, Francisco Novella (1581-1645) era natural de la villa de Castielfabib.[23]
- Eusebio Cañas (fallecido en 1809), escritor y traductor ilustrado del siglo XVIII originario de Ademuz.[23]
- José Ríos Tortajada (1700-1777), escritor y numismático ilustrado del siglo XVIII, nacido en Ademuz.[23]
- El beato fray Buenaventura de Arroyo Cerezo era natural de Arroyo Cerezo, aldea de la villa de Castielfabib.
- El escritor y periodista Francisco Candel (1925-2007) nació en Casas Altas.[24] Premiado con el Premio Creu de Sant Jordi y la Medalla de Oro de la Generalidad de Cataluña.
- Ángel Antón Andrés (Ademuz, 1926-2011), catedrático de literatura española y animador cultural.[25]
- La escritora y guionista Elvira Lindo tiene sus orígenes maternos en Ademuz.
- Antonio Díaz Tortajada (Castielfabib, 1947). Sacerdote, periodista y escritor.[26]
- Lucas Karrvaz, alias de José Lucas Carrión Vázquez, escultor nacido en Torrebaja (1951).[27]
- Enrique Vicente Marín Martínez (Castielfabib, 1959). Médico, candidato a la alcaldía de Teruel por el partido Teruel Existe.